# Edith Day
Edith Marie Day (Mineápolis, 10 de abril de 1896 – Londres, 1 de mayo de 1971) fue una actriz y cantante estadounidense conocida por sus roles en comedias musicales Edwardianas y operetas, primero en Broadway y después en el West End de Londres.

## Biografía
Nacida en Mineápolis (Minnesota) Day hizo su debut en Broadway con Pom-pom en 1916, luego Follow Me el mismo año. A fines de 1917, protagonizó la comedia musical Going Up. El espectáculo estuvo en cartelera 351 funciones. Day entonces aparecería en tres películas mudas, El Grano de Polvo (1918), Un Idilio del Aire (1918), y los niños No Queridos (1920).
En 1919, se convirtió en una estrella importante  interpretando el rol principal en Irene en Broadway. Cinco meses a la carrera, fue enviada para crear el papel en la producción de Londres en el Teatro Empire, donde  fue acogida por los críticos londinenses. Ella luego actuó en dos espectáculos de Broadway, Azahares (1922) y Wildflower (1923). Decidió regresar a Londres, donde tuvo tal éxito con Irene y se convirtió en la primera dama de los musicales de West End, protagonizando tales éxitos allí cuando Rose-Marie (1925; 581 funciones en el Royal Theatre, Drury Lane), La Canción de Desierto (1927; 432 funciones), Barca de Espectáculo (1928; 350 funciones), y Rio Rita (1930). En 1920,  graba "Alice Blue Gown", la canción hit de Irene, y posteriormente graba extractos de varios de sus espectáculos.
Aparte de actuar en el teatro, Day transmitió encima muchas ocasiones y apareció en variedad teatros. Se retiró la actuación en los 40s; su última aparición en escena era en Río Soleado (1943). En 1960, ella brevemente regresa a la escena en la obra de Noël Cobarde Waiting in the Wings, más tarde aparece en la producción musical de Londres Sail Away, también de Coward, en el Teatro Savoy  en 1962 (está presentada en el álbum de reparto).

## Vida personal
Day se casó con el productor teatral Carle Carleton en 1919, y se divorciaron en 1922. Más tarde se casó con el actor Pat Somerset en 1923 y se divorciaron en 1927. Su único hijo murió en la Segunda Guerra Mundial. Murió en Londres a la edad de 75 años y está enterrada en el cementerio de Highgate.

## Legado
Un cóctel lleva su nombre, hecho con ginebra, zumo de pomelo, azúcar, y clara de huevo.

## Galería

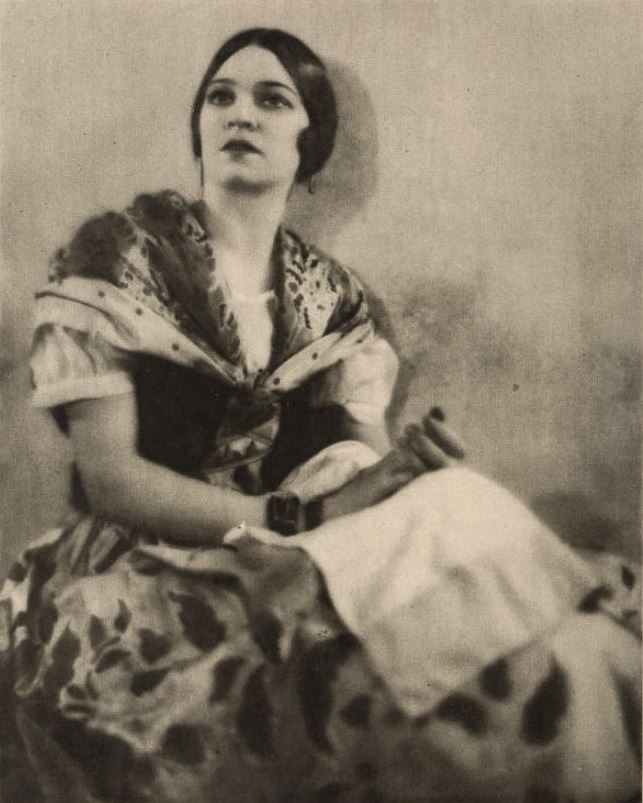
Edith Day, 1923